# Mario Martín
Mario Martín (Madrid, 27 de julio de 1949) es un actor español conocido por sus trabajos en El secreto de Puente Viejo y Un paso adelante, ambas en Antena 3.

## Biografía
Actor español, conocido por sus apariciones en numerosas series de televisión y en algunas películas como: ¡Ay, Carmela!, La huella del crimen: El crimen del expreso de Andalucía, La mujer de tu vida 2: La mujer gafe, Sólo mía o Seres queridos.También ha participado en series de televisión como Kara Ben Nemsi Effendi, Brigada Central, El rey pasmado, Canguros, ¡Ay, Señor, Señor!, Morella, Médico de familia, Zapico, Este es mi barrio, Todos los hombres sois iguales, Aguamarina, Señor Alcalde, Entre naranjos, La casa de los líos, Periodistas, Policías, en el corazón de la calle, El portero, El grupo, Robles, investigador, Compañeros, Tuno negro, Al salir de clase, Ana y los siete, Leni, El comisario, Hospital Central, El principio de Arquímedes, ¿Se puede?, Aquí no hay quien viva, Un paso adelante, Gal, Quart, Spinnin', Hermanos & Detectives, Cuenta atrás, Guante blanco, La señora, Acusados, Todo lo que tú quieras, Hispania, la leyenda, Cuéntame cómo pasó, Sofía, Los misterios de Laura y El secreto de Puente Viejo.
En teatro, puede mencionarse su participación en el elenco de Eloísa está debajo de un almendro, de Jardiel Poncela.
Además, es un destacado actor de doblaje, con cientos de trabajos a sus espaldas.

## Filmografía

### Televisión
| Año       | Título                              | Papel                             |
| --------- | ----------------------------------- | --------------------------------- |
| 1975      | Kara Ben Nemsi Effendi              | Toma                              |
| 1990      | Brigada Central                     | Denunciante                       |
| 1991      | El rey pasmado                      | Archivero mayor                   |
| 1994      | Canguros                            |                                   |
| 1995      | ¡Ay, Señor, Señor!                  | Líder de la secta                 |
| 1995      | Morelia                             | Benjamín Le Blanc                 |
| 1996      | Médico de familia                   | Jefe de Alicia                    |
| 1996      | Zapico                              | Azcona/Herrero                    |
| 1997      | Éste es mi barrio                   |                                   |
| 1997      | Todos los hombres sois iguales      |                                   |
| 1998      | Aguamarina                          | Silverio Griselda Nogueras        |
| 1998      | Señor Alcalde                       | Hombre trajeado                   |
| 1998      | Entre naranjos                      |                                   |
| 1998      | La casa de los líos                 | Obispo                            |
| 1998-1999 | Periodistas                         | Director museo/Psicólogo de Ana   |
| 2000      | Policías, en el corazón de la calle |                                   |
| 2000      | El portero                          | Lisardo                           |
| 2000      | El grupo                            | Padre de Patricia                 |
| 2000      | Robles, investigador                |                                   |
| 1998-2001 | Compañeros                          | Ventura                           |
| 2001      | Tuno negro                          | Rector                            |
| 2002      | Al salir de clase                   | Policía                           |
| 2002      | Ana y los siete                     |                                   |
| 2003      | Leni                                | Cazador 1                         |
| 2003      | El comisario                        |                                   |
| 2004      | El principio de Arquímedes          | Consejero delegado                |
| 2004      | ¿Se puede?                          |                                   |
| 2004      | Aquí no hay quien viva              | Doctor                            |
| 2002-2005 | Un paso adelante                    | Román Fernández                   |
| 2006      | Hospital Central                    | Enrique, padre de Elena           |
| 2006      | GAL                                 | Emilio Torres 2006 Yo soy Bea     |
| 2007      | Quart                               | Subsecretario                     |
| 2007      | Spinnin'                            | Zamora                            |
| 2007      | Hermanos y detectives               |                                   |
| 2008      | Cuenta atrás                        | Antonio Alvir                     |
| 2008      | Guante blanco                       | Cura                              |
| 2008-2009 | La señora                           |                                   |
| 2010      | Acusados                            | Casero de Helena                  |
| 2010      | Todo lo que tú quieras              | Padre de Leo                      |
| 2010      | Hispania, la leyenda                |                                   |
| 2009-2010 | Cuéntame cómo pasó                  | José Luis Escudé/José Luis Olmedo |
| 2011      | Sofía                               | Solís Ruiz                        |
| 2011      | Los misterios de Laura              | Sergio Balmoral                   |
| 2011-2019 | El secreto de Puente Viejo          | Padre Don Anselmo Salvide         |
| 2021-2022 | Amar es para siempre                | Claudio Medina                    |

### Cine
| Año  | Título                                                   | Papel           |
| ---- | -------------------------------------------------------- | --------------- |
| 1990 | ¡Ay, Carmela!                                            | Cacique         |
| 1991 | La huella del crimen: El crimen del expreso de Andalucía | Comisario Matín |
| 1994 | La mujer de tu vida 2: La mujer gafe                     |                 |
| 2001 | Sólo mía                                                 |                 |
| 2004 | Seres queridos                                           | Ernesto Dali    |